# The Eye Creatures
The Eye Creatures (a.k.a. Attack of the The Eye Creatures) es una película estadounidense de 1965 para televisión de terror/ciencia ficción dirigida por Larry Buchanan, fue la primera película que hizo para American International Pictures destinada a ser incluida en su paquete para televisión. El guion fue escrito por Robert J. Gurney Jr. y Al Martin basado en la historia corta "The Cosmic Frame" de Paul W. Fairman.
El filme es un remake a color de Invasion of the Saucer Men (1957) de Edward L Cahn. 

## Sinopsis
La militarizada estadounidense descubre que un platillo volador se acerca a la tierra. Este objeto cae en el bosque donde es visto por adolescentes de un pueblo. Stan y su novia, Susan, golpean accidentalmente a una de las criaturas con su auto, van por ayuda pero los extraterrestres intercambian el cuerpo del invasor con el de un hombre que ellos mataron. Las autoridades llegan al lugar y arrestan a los jóvenes, ahora deberán de probar su inocencia y detener a los monstruos invasores.

## Reparto
- John Ashley – Stan Kenyon
- Cynthia Hull – Susan Rogers
- Warren Hammack – Teniente Robertson
- Chet Davis – Mike Lawrence
- Bill Peck – Carl Fenton
- Ethan Allen – General
- Charles McLine – Viejo Bailey
- Nathan Wyle – Coronel Harrison
- Bob Cowan – Cabo Culver
- Bill Thurman – Sargento en guardia
- Peter Graves – Narrador (Solo voz)

## Trivia
- Peter Graves tiene un cameo como el narrador del film que ven los militares al inicio de la película.
- En uno de sus lanzamientos se le cambió el título a Attack of the The Eye Creatures, se agregó un extra "the" por error.
- Apareció en MST3K Temporada 4 Episodio 18.
- Usa escenas de Invaders from Mars (1953), así como música de The Hypnotic Eye (1960), Beach Party (1963)) y Attack of the 50 Foot Woman (1958)
- El traje de una de las criaturas se reutilizó en The Ghost in the Invisible Bikini (1966) de AIP.
- El personaje Carl muere por las criaturas, su muerte es después atribuida a problemas en el corazón por el alcohol. Esto viene de que en la película original los aliens inyectan al personaje con agujas que contienen alcohol, esto se excluye en esta versión por lo que no se explica como llegó el alcohol a su cuerpo.
- Lanzada en DVD con Zontar, The Thing from Venus (1966) del mismo director.

- Datos: Q2474392